# أوسكار نونيز
أوسكار نونيز (بالإنجليزية: Oscar Nunez) هو كاتب سيناريو وفني أسنان ومخرج وممثل أمريكي وكوبي، ولد في 18 نوفمبر 1958 في كوبا. من الجوائز التي نالها Screen Actors Guild Award for Outstanding Performance by an Ensemble in a Comedy Series ‏ عن عمل المكتب سنة 2007 وScreen Actors Guild Award for Outstanding Performance by an Ensemble in a Comedy Series ‏ عن عمل المكتب سنة 2008.

## أعمال

### أفلام
- (2009) عرض الزواج[6][7]
- (2014) ال 33[8]

### مسلسلات
- المكتب

## جوائز وترشيحات
جوائز
- Screen Actors Guild Award for Outstanding Performance by an Ensemble in a Comedy Series [الإنجليزية]‏، عن عمل: المكتب (2007)
- Screen Actors Guild Award for Outstanding Performance by an Ensemble in a Comedy Series [الإنجليزية]‏، عن عمل: المكتب (2008)

ترشيحات
- Screen Actors Guild Award for Outstanding Performance by an Ensemble in a Comedy Series [الإنجليزية]‏، عن عمل: المكتب (2009)
- Screen Actors Guild Award for Outstanding Performance by an Ensemble in a Comedy Series [الإنجليزية]‏، عن عمل: المكتب (2010)
- Screen Actors Guild Award for Outstanding Performance by an Ensemble in a Comedy Series [الإنجليزية]‏، عن عمل: المكتب (2011)
- Screen Actors Guild Award for Outstanding Performance by an Ensemble in a Comedy Series [الإنجليزية]‏، عن عمل: المكتب (2012)
- Screen Actors Guild Award for Outstanding Performance by an Ensemble in a Comedy Series [الإنجليزية]‏، عن عمل: المكتب (2013)

## وصلات خارجية
- أوسكار نونيز على موقع IMDb (الإنجليزية)
- أوسكار نونيز على موقع روتن توميتوز (الإنجليزية)
- أوسكار نونيز على موقع أول موفي (الإنجليزية)
- أوسكار نونيز على موقع قاعدة بيانات الأفلام السويدية (السويدية)
- أوسكار نونيز على موقع قاعدة بيانات الفيلم (الإنجليزية)